# باقر شریف قرشی
محمدباقر شریف قرشی (۱۳۴۴–۱۴۳۳ ه‍.ق در نجف) نویسنده، مورخ و پژوهشگر اهل عراق است. او دوران تحصیل خود را نزد کسانی چون بشیر العاملی، ایروانی، آل شیخ راضی، مرعشی نجفی، خویی و سید محسن حکیم گذراند. از وی بیش از ۴۰ اثر منتشر شده‌است. در پنجمین دورهٔ کتاب سال ولایت در مهرماه ۱۳۸۲ از تلاش‌های او در زمینهٔ دین و ولایت تقدیر و جایزهٔ ویژهٔ پنجمین دوره به وی اهدا شد.

## اساتید
وی نزد افرادی چون محمدتقی ایروانی، محمدطاهر آل راضی، سید محمود مرعشی شوشتری، سید ابوالقاسم نوری و سید محسن حکیم دانش‌آموخته‌است.

## آثار
برخی از آثار او از این قرار است:
- حیاة الرّسول الأعظم، ۳ جلد
- الامام امیرالمؤمنین، علی بن ابی طالب، ۱۱ جلد
- حیاة سیدة النساء فاطمة الزهراء
- حیاة الامام الحسن، ۳ جلد
- حیاة الامام الحسین، ۳ جلد
- حیاة الامام زین العابدین، ۲ جلد
- حیاة الامام الباقر، ۲ جلد
- موسوعة الامام الصادق، ۷ جلد
- حیاة الامام موسی بن جعفر، ۲ جلد
- حیاة الامام الرضا، ۲ جلد
- حیاة الامام الجواد
- حیاة الامام الهادی
- حیاة الامام الحسن العسکری
- حیاة الامام المهدی
- النظّام‌التربوی فی الاسلام
- النظام السیاسی فی الاسلام
- النظام الاجتماعی فی الاسلام
- نظام الحکم و الاداره فی الاسلام
- العمل و حقوق العامل فی الاسلام
- الشیعة و الصّحابة
- سلامة القرآن من التّحریف